# Fjärdskäret, Kimitoön
Fjärdskäret är en ö i Finland. Den ligger i Skärgårdshavet och i kommunen Kimitoön i den ekonomiska regionen  Åboland i landskapet Egentliga Finland, i den sydvästra delen av landet. Ön ligger omkring 61 kilometer söder om Åbo och omkring 130 kilometer väster om Helsingfors.
Öns area är 2,1 hektar och dess största längd är 230 meter i nord-sydlig riktning. Ön höjer sig omkring 10 meter över havsytan.